# Hospital Militar Central (centro clandestino de detención)
En el Hospital Militar Central funcionó un centro clandestino de detención durante los años 1976 y 1977, utilizado para detenidos heridos y embarazadas parturientas secuestradas. El centro operaba bajo la responsabilidad territorial del jefe del Regimiento de Granaderos a Caballo «General San Martín». Se ha denunciado asimismo la desaparición forzada de soldados conscriptos que estaban asignados a dicho Hospital. Según el periodista Laureano Barrera, el rol del Hospital Militar durante los años de la dictadura es un terreno aún poco explorado por los organismos de derechos humanos y los investigadores judiciales.
El Hospital se encuentra ubicado en Luis María Campos 726 de Buenos Aires, Argentina, fue inaugurado en el año 1939 y luego objeto de sucesivas reformas. Se recuerda que Juan Domingo Perón consiguió que en los días previos al 17 de octubre de 1945 fuera trasladado al mismo desde la Isla Martín García donde estaba detenido, y desde allí salió ese día para dar su histórico discurso en la Plaza de Mayo.  

## Algunos casos
María Laura Bretal, que estuviera detenida desaparecida junto a Laura Carlotto, hija de la presidenta de la Asociación Abuelas de Plaza de Mayo, Estela de Carlotto, dijo que ésta dio a luz un hijo en el 7.º u 8.º piso del Hospital Militar Central y que lo vio durante sus primeras cinco horas de vida. En declaración judicial prestada en España, Alcira Elizabeth Ríos y Luis Pablo Nicanor Córdoba testimoniaron en forma coincidente. Por su parte Carlos Aníbal López López, declaró en sede judicial que el 26 de junio de 1978, mientras hacía la conscripción en la Compañía de Comando y Servicio del Hospital Militar Central, le ordenaron custodiar una habitación del segundo piso donde se encontraba una embarazada a la que años después reconoció en la fotografía de un diario como Laura Carlotto. Agregó que el recién nacido fue sacado del Hospital por un "hombre de civil" y que la madre fue retirada del nosocomio dormida y a bordo de un Ford Falcon, en un operativo que comandó el teniente coronel Federico Antonio Minicucci. El hijo de Laura Carlotto, Guido, fue recuperado por su abuela 36 años después del asesinato de su madre, el 5 de agosto de 2014.
En sede judicial se comprobó que en la Morgue judicial de la Capital Federal fueron entregados seis cadáveres provenientes del Hospital Militar Central para su depósito y posterior entrega a los deudos, por parte de dos personas con uniforme de coronel y de teniente, que se negaron a identificarse y a firmar la constancias de rigor.

## Soldados conscriptos desaparecidos
Entre las personas denunciadas como detenidos-desaparecidos se encuentran los siguientes soldados conscriptos que prestaban servicios en este hospital:
- Guillermo José Begega Tripodi
- David Eduardo Chab Tarrab
- Raúl Eduardo Rinaldi
- Luis Enrique Giménez D'Imperio
- Gerardo Coltzau